# Чёрный лесной удод
Чёрный лесной удод (лат. Rhinopomastus aterrimus) — вид птиц из семейства древесных удодов (Phoeniculidae). Выделяют четыре подвида.

## Таксономия
Таксономия вида осложнена и дискуссионна, иногда его выделяют в отдельный род.

## Распространение
Обитают в Африке южнее Сахары, но не на юге континента. Живут в саваннах и буше, лесов избегают.

## Описание
Длина тела 23 см. Птицы окрашены в чёрный, синий и фиолетовый цвета, на хвостах встречается белый. Между самцами и самками, а также представителями разных подвидов имеются различия в размерах и деталях окраски.

## Биология
Питаются в основном насекомыми, а также пауками и мелкими ягодами. Самцы приносят пищу самкам, находящимся на гнезде, а те кормят ей птенцов.